# Harry Spanjer
Harry Spanjer (n. 9 ianuarie 1873, Grand Rapids, Michigan, SUA – d. 16 iulie 1958, Saint Petersburg, Florida, SUA) a fost un boxer ce a reprezentat Statele Unite ale Americii, medaliat olimpic. A participat la o ediție a Jocurilor Olimpice (1904) în care a câștigat o medalie de aur și o medalie de argint.